# Horatio Seymour

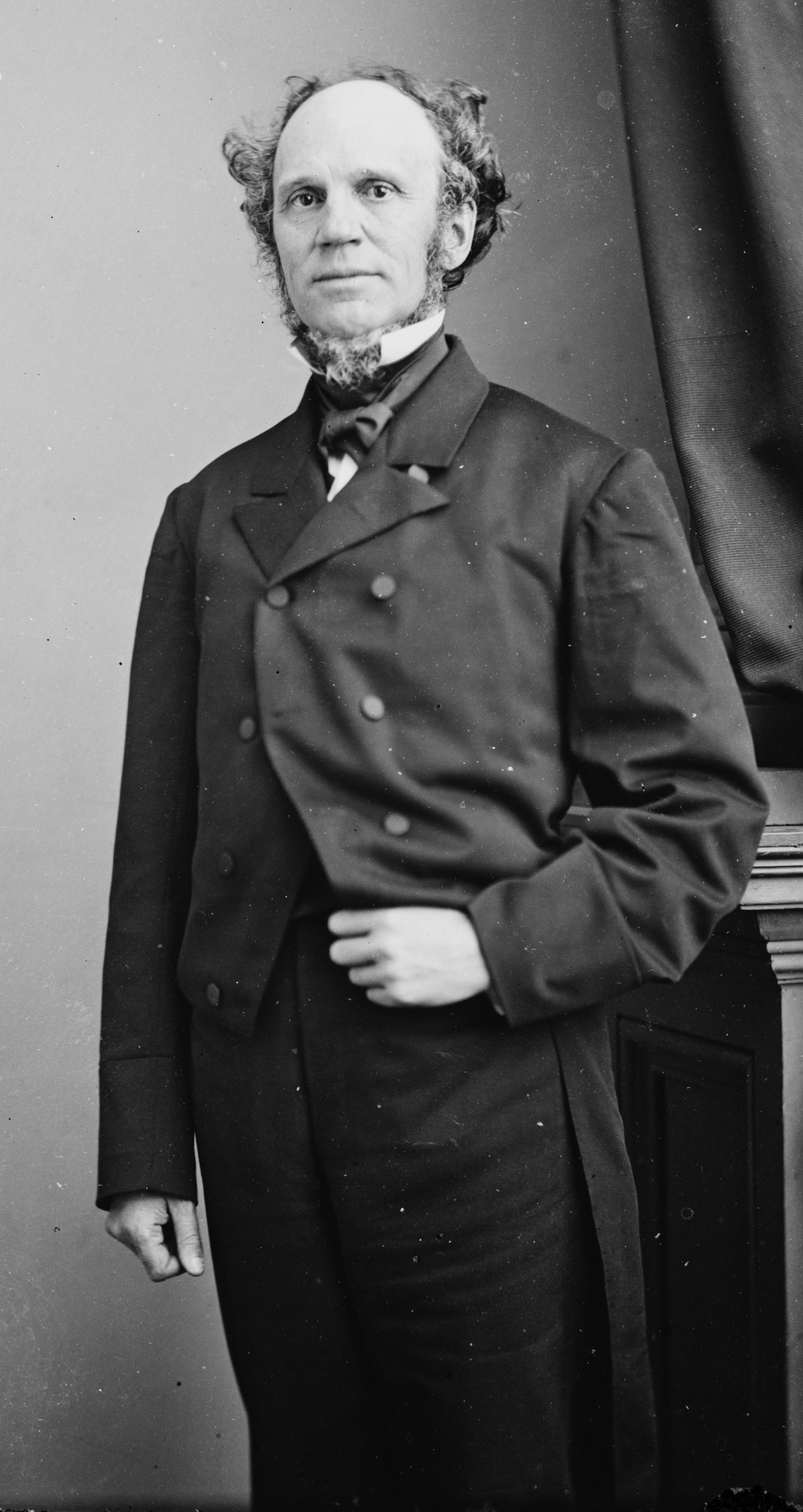
Horatio Seymour

Horatio Seymour, född 31 maj 1810 i Onondaga County, New York, död 12 februari 1886 i Utica, New York, var en amerikansk demokratisk politiker. Han var guvernör i New York 1853-1854 och 1863-1864. Som demokraternas presidentkandidat förlorade han presidentvalet i USA 1868 mot republikanen Ulysses S. Grant.
Seymour inledde 1832 sin karriär som advokat i Utica. Han var borgmästare i Utica 1842-1843.
Under sin andra mandatperiod som guvernör i New York blev Seymour en av ledande motståndarna i Nordstaterna mot Abraham Lincolns politik under amerikanska inbördeskriget.
Efter förlusten i presidentvalet 1868 lämnade Seymour politiken. Han dog i Utica och hans grav finns på stadens Forest Hill Cemetery.